# Västerås rådhus
Västerås rådhus är en byggnad vid Fiskartorget i centrala Västerås. Huset byggdes 1860.
Huset har en sal på övre våningen med stuckaturtak och stora kristallkronor. Salen fungerade fram till 1884 som stadens officiella festsal. 

## Verksamhet
Under tiden 1863–1962 sammanträdde stadsfullmäktige i huset.
Från 1972 fram till september 2010 inrymde huset Västerås konstmuseum.